# Dictyna zhangmuensis
Dictyna zhangmuensis är en spindelart som beskrevs av Hu 200. Dictyna zhangmuensis ingår i släktet Dictyna och familjen kardarspindlar. Inga underarter finns listade i Catalogue of Life.